# Lombriasco
Lombriasco is een gemeente in de Italiaanse provincie Turijn (regio Piëmont) en telt 1.059 inwoners (31-12-2004). De oppervlakte bedraagt 7,4 km², de bevolkingsdichtheid is 143 inwoners per km².

## Demografie
Lombriasco telt ongeveer 431 huishoudens. Het aantal inwoners steeg in de periode 1991-2001 met 7,2% volgens cijfers uit de tienjaarlijkse volkstellingen van ISTAT.
| Jaar | Inwoneraantal |
| ---- | ------------- |
| 1991 | 937           |
| 2001 | 1.004         |

## Geografie
Lombriasco grenst aan de volgende gemeenten: Osasio, Carignano, Pancalieri, Carmagnola, Casalgrasso (CN), Racconigi (CN).
1. ↑  https://demo.istat.it/?l=it.